# Paweł Paczkowski (Handballspieler)
Paweł Paczkowski (* 14. Juni 1993 in Świecie) ist ein polnischer Handballspieler.
Der 1,96 m große und 86 kg schwere rechte Rückraumspieler läuft für den polnischen Verein KS Kielce und die polnische Männer-Handballnationalmannschaft auf.

## Karriere

### Verein
Paweł Paczkowski begann in seiner Heimatstadt bei UKS Siódemka Świecie mit dem Handballspiel. 2010 wechselte der Linkshänder zum Erstligisten Wisła Płock, mit dem er 2011 Meister sowie 2012 und 2013 Vizemeister wurde. International erreichte er die dritte Runde im Europapokal der Pokalsieger 2010/11, das Achtelfinale in der EHF Champions League 2011/12 und 2013/14 sowie die Gruppenphase im EHF Europa Pokal 2012/13. Zur Saison 2014/15 unterschrieb er beim Spitzenklub Vive Targi Kielce. Ab der Saison 2017/18 lief er auf Leihbasis für HK Motor Saporischschja auf. In der Saison 2019/20 war er an den ungarischen Verein KC Veszprém ausgeliehen. Anschließend wurde er an den belarussischen Erstligisten Brest GK Meschkow ausgeliehen. Er verließ Brest im März 2022 und kehrte nach Kielce zurück. 2023 gewann er die polnische Meisterschaft. Im Juni 2023 verlor er mit Kielce das Endspiel gegen den SC Magdeburg mit 29:30 nach Verlängerung. Im Sommer 2024 wird er sich der japanischen Mannschaft Toyota Auto Body Brave Kings anschließen.

### Nationalmannschaft
Paczkowski stand im Aufgebot der polnischen Nationalmannschaft. Zur Europameisterschaft 2012 stand er ohne Länderspieleinsatz im erweiterten Kader, wurde aber nicht für das Turnier berufen. Insgesamt bestritt er bisher 28 Länderspiele, in denen er 50 Tore erzielte.